# Kroatische Badmintonmeisterschaft 2016
Die Kroatische Badmintonmeisterschaft 2016 fand vom 6. bis zum 7. Februar 2016 in Zagreb statt.

## Medaillengewinner
| Disziplin    | Gold                               | Silber                            | Bronze                         |
| ------------ | ---------------------------------- | --------------------------------- | ------------------------------ |
| Herreneinzel | Zvonimir Đurkinjak                 | Josip Uglešić                     | Igor Čimbur                    |
| Herreneinzel | Zvonimir Đurkinjak                 | Josip Uglešić                     | Filip Špoljarec                |
| Dameneinzel  | Matea Čiča                         | Dorotea Sutara                    | Katarina Galenić               |
| Dameneinzel  | Matea Čiča                         | Dorotea Sutara                    | Inga Sadaić                    |
| Herrendoppel | Filip Špoljarec Zvonimir Đurkinjak | Igor Čimbur Zvonimir Hölbling     | Filip Jagar Neven Rihtar       |
| Herrendoppel | Filip Špoljarec Zvonimir Đurkinjak | Igor Čimbur Zvonimir Hölbling     | Matija Hranilović Luka Vlahek  |
| Damendoppel  | Matea Čiča Staša Poznanović        | Dora Dragčević Katarina Galenić   | Nikolina Dimić Dora Drvodelić  |
| Damendoppel  | Matea Čiča Staša Poznanović        | Dora Dragčević Katarina Galenić   | Martina Skorup Dorotea Sutara  |
| Mixed        | Zvonimir Hölbling Matea Čiča       | Zvonimir Đurkinjak Dora Drvodelić | Igor Čimbur Staša Poznanović   |
| Mixed        | Zvonimir Hölbling Matea Čiča       | Zvonimir Đurkinjak Dora Drvodelić | Josip Uglešić Katarina Galenić |